# Lutindi
Lutindi è una circoscrizione rurale (rural ward) della Tanzania situata nel distretto di Korogwe, regione di Tanga. Conta una popolazione di 7 840 abitanti (censimento 2012).